# پایگاه هوایی میدوبانک
پایگاه هوایی میدوبانک (به انگلیسی: Meadowbank Aerodrome) یک فرودگاه خصوصی است که یک باند فرود شن دارد. این فرودگاه در کشور کانادا قرار دارد .